# Astathes holorufa
Astathes holorufa är en skalbaggsart som beskrevs av Stefan von Breuning 1968. Astathes holorufa ingår i släktet Astathes och familjen långhorningar. Inga underarter finns listade.